# Parlamentswahl in Wales 2021
- Plaid: 13
- WLP: 30
- WLD: 1
- WCP: 16

- Austritt: 13
- Union: 47

Die Parlamentswahl in Wales 2021 (englisch 2021 Senedd election, walisisch Etholiad Senedd Cymru, 2021) fand am 6. Mai 2021 statt. Es wurden die 60 Abgeordneten des Walisischen Parlamentes gewählt. Das zwischen 1999 und 2020 unter dem Namen National Assembly for Wales (Nationalversammlung für Wales) auftretende Parlament wurde am 6. Mai 2020 in Senedd Cymru – Welsh Parliament, kurz Senedd umbenannt.
Am 6. Mai 2021 fanden auch die Parlamentswahl in Schottland, die Wahl des Bürgermeisters von London und Kommunalwahlen im Vereinigten Königreich statt.

## Wahlsystem
Als Wahlsystem kam das Mixed-Member Proportional zur Anwendung, ein gemischtes Verfahren, das sowohl Elemente der Mehrheitswahl als auch der Verhältniswahl enthält. Hierfür wurde Wales in 40 Wahlkreise aufgeteilt, von denen wiederum zwischen sieben und neun zu insgesamt fünf Wahlregionen zusammengefasst wurden und deren Grenzen sich an den Wahlbezirken zur Europawahl orientierten. Die Wähler hatten zwei Stimmen. Mit einer konnten sie sich für einen Kandidaten in ihrem Wahlkreis entscheiden Zum Sieg reichte nach dem First-Past-the-Post-System die relative  Mehrheit. Mit der anderen Stimme wurden in fünf Großwahlkreisen jeweils mehrere Abgeordnete von Parteilisten gewählt. Zur Umrechnung in Mandatssitze wurde das D’Hondt-Verfahren angewendet.

## Wahltermin
Die Wahl fand unter den Bedingungen der COVID-19-Pandemie statt. Die Wahlteilnahme war als Briefwahl oder persönlich im Wahllokal möglich. Im letzteren Fall waren strenge Hygienevorschriften (Mundschutz, Händedesinfektion) zu beachten.
Bis zum 20. April 2021 konnten Briefwahlunterlagen beantragt werden. Die Wahllokale waren am Wahltag von 7 Uhr bis 20 Uhr geöffnet.

## Vorgeschichte

### Parteipolitik
Die letzte Wahl zur gesetzgebenden Versammlung von Wales fand am 5. Mai 2016, wenige Wochen vor dem EU-Mitgliedschaftsreferendum im Vereinigten Königreich, statt. Bei dieser Wahl wurde die Labour Party mit 34,7 % Stimmenanteil stärkste Partei, musste im Vergleich zur vorangegangenen Wahl 2011 jedoch deutliche Stimmenverluste hinnehmen. Anschließend wurde eine Labour-Minderheitsregierung mit dem regionalen Labour-Vorsitzenden Carwyn Jones als First Minister gebildet. Dem Kabinett gehörte auch die regionale Vorsitzende der Liberal Democrats Kirsty Williams als Ministerin für Bildung an. Im April 2018 kündigte Jones seinen baldigen Rücktritt als First Minister und seinen Rückzug aus der walisischen Politik ab 2021 an. Sein Nachfolger als First Minister für Wales wurde im Dezember 2018 sein Parteikollege Mark Drakeford.
Die Wahl zum Europäischen Parlament am 23. Mai 2019, die ganz durch die Brexit-Debatte in der britischen Öffentlichkeit geprägt war, zeigte eine radikale Umschichtung der politischen Kräfteverhältnisse in Wales. Die neu gegründete Brexit Party unter Nigel Farage wurde mit 31 % der Stimmen aus dem Stand stärkste Partei, gefolgt von Plaid Cymru, die damit erstmals auf den zweiten Platz kam. Die lange Zeit in Wales dominierende Labour Party verlor fast die Hälfte ihrer Stimmen und kam nur noch auf 14,8 %. Auf Platz 4 und 5 folgten Liberal Democrats und die Konservativen.

### Mehr Kompetenzen für das walisische Parlament
Am 31. Januar 2017 trat der Wales Act 2017 in Kraft, der dem walisischen Parlament und der walisischen Regionalregierung mehr Kompetenzen einräumte. Unter anderem erhielten Parlament und Regierung vermehrte Besteuerungsrechte und mehr Freiheiten in der Finanzverwaltung. Der Minister für Wales Alun Cairns kommentierte das Gesetzespaket mit den Worten, dass damit das walisische Parlament „zu einem vollgültigen Parlament ausgereift“ sei („matured into a fully-fledged parliament“). Am 6. Mai 2020 gab sich die Nationalversammlung den neuen Namen Senedd Cymru – the Welsh Parliament. Der Namenswechsel, so ein Parlamentssprecher, reflektiere die neu gewonnenen Kompetenzen des Parlaments.

### Wahlkampfthemen
Wie bisher bei jeder Regionalwahl in Wales war das Thema der Regionalautonomie umstritten. Als einzige größere Partei strebt Plaid Cymru eine vollständige Unabhängigkeit von Wales an. Alle anderen großen Parteien sprachen sich für eine mehr oder weniger ausgeprägte regionale Autonomie innerhalb des Vereinigten Königreichs aus. Bei einer von der Universität Cardiff und ITV Wales in Auftrag gegebenen Meinungsumfrage von YouGov im Juni 2020 befürworteten 25 % der Befragten eine vollständige Unabhängigkeit von Wales, während sich 54 % dagegen aussprachen. Dies war die bislang höchste ermittelte Zustimmung zur Unabhängigkeit. Allerdings sprachen sich in derselben Umfrage auch 25 % der Befragten für eine völlige Abschaffung des walisischen Parlaments aus (48 % lehnten dies ab). Im Juli 2015 ließ sich eine Ein-Themen-Partei mit dem programmatischen Namen Abolish the Welsh Assembly Party („Schafft-die-walisische-Nationalversammlung-ab-Partei“) als politische Partei registrieren. Bei der letzten walisischen Wahl 2016 gewann die Gruppierung 4,4 % der Stimmen. Die Partei erhielt vor allem Zulauf von ehemaligen UKIP- und Brexit Party-Anhängern. Erklärtes Ziel der Partei war es, die Devolution in Wales wieder zurückzudrehen. Auch der regionale UKIP-Parteiführer Neil Hamilton sprach sich für eine Abschaffung der walisischen Regionalautonomie aus.

## Parteien und Kandidaten

Walisische Politiker
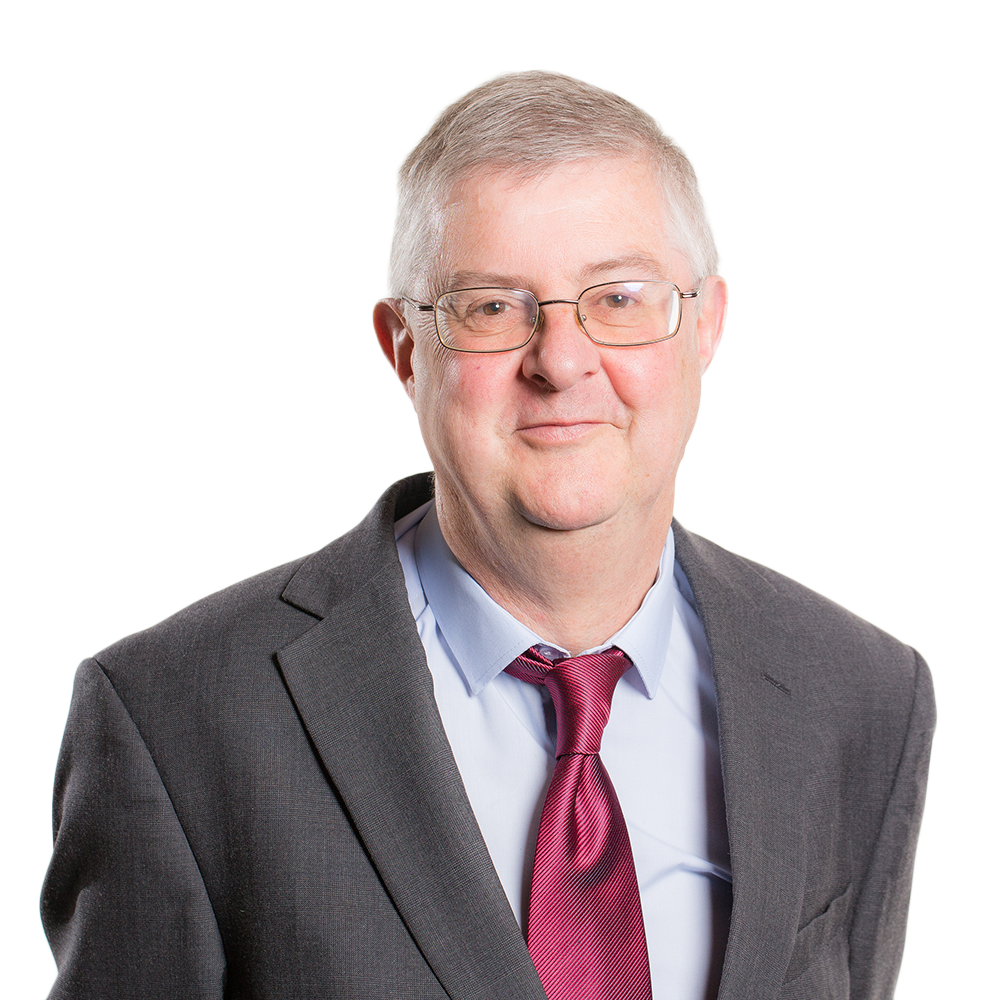
Mark Drakeford (Welsh Labour)
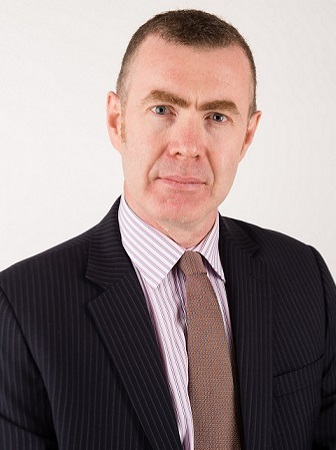
Adam Price (Plaid Cymru)
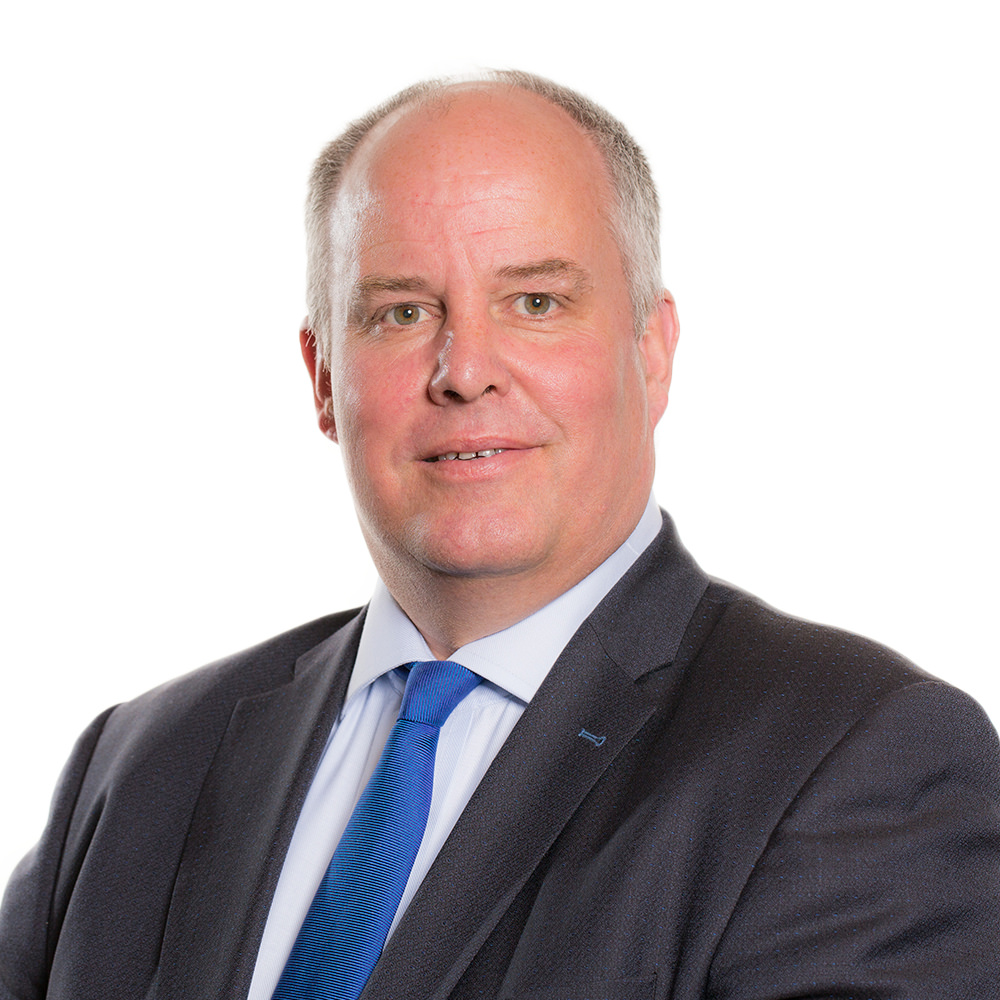
Andrew Davies (Welsh Conservatives)
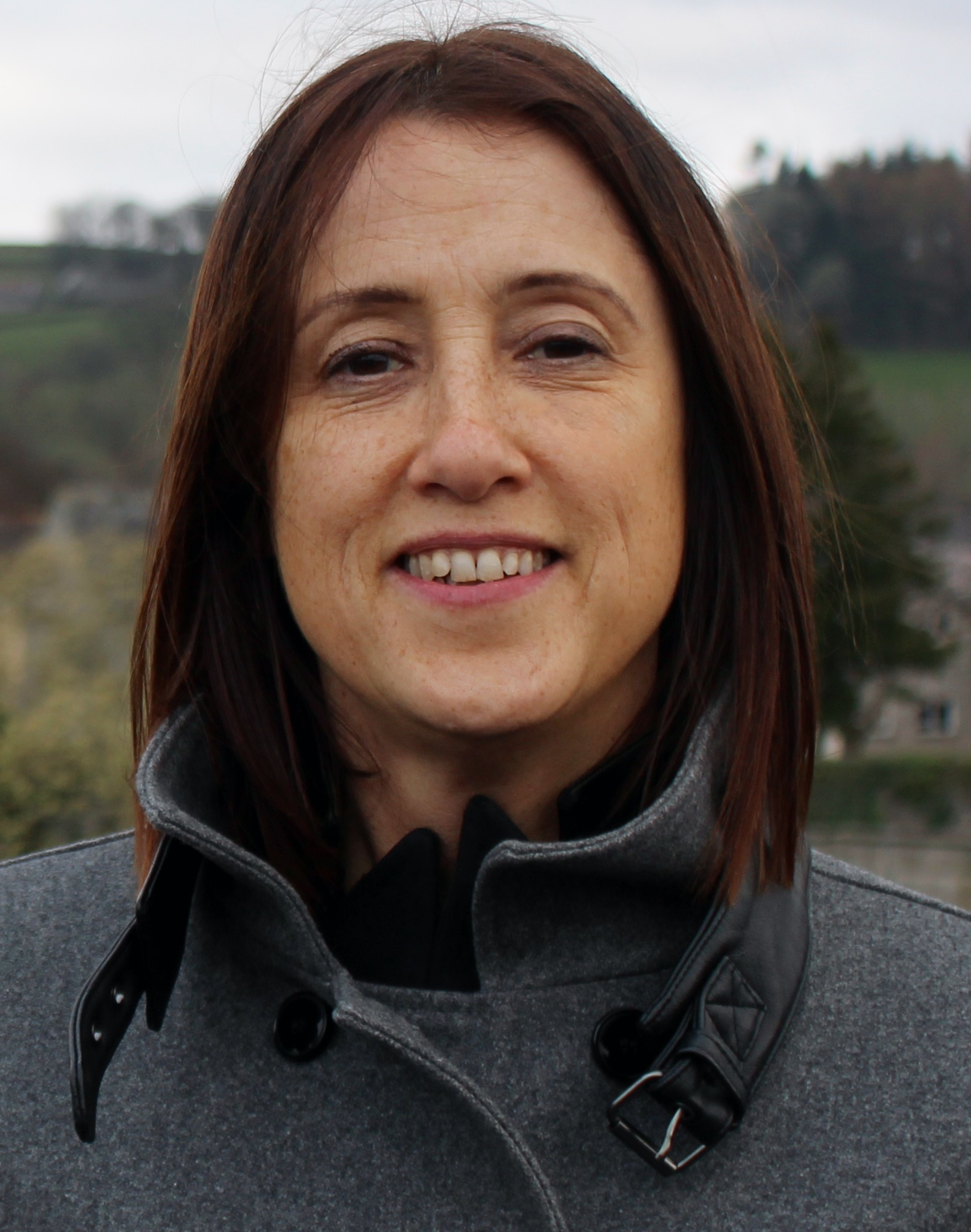
Jane Dodds (Welsh Liberal Democrats)

## Umfragenverlauf
Das untere Diagramm zeigt den Umfragenverlauf für die Wahlkreisstimme.

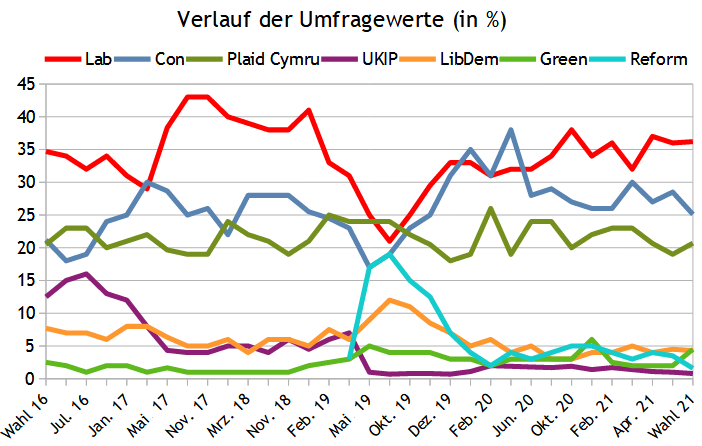
Umfragewerte auf monatliche Umfrageergebnisse gemittelt, von der Wahl 2016 bis zur Wahl 2021

## Ergebnis
Im Gesamtergebnis zeigten sich Gewinne insbesondere der Konservativen (+ 5 Mandate) und in geringerem Maße von Labour (+1 Mandat) und Plaid Cymru (+ 1 Mandat). UKIP, die 2016 noch 13 % der landesweiten Stimmen erhalten hatte, fiel auf 1,6 % Stimmenanteil zurück und verlor alle ihre sieben Parlamentssitze. Hinsichtlich der gewonnenen Wahlkreise ergaben sich in nur drei der 40 Wahlkreise Änderungen. Labour gewann von Plaid Cymru den Wahlkreis Rhondda und die Konservativen gewannen von den Liberal Democrats den Wahlkreis Brecon and Radnorshire sowie von Labour den Wahlkreis Vale of Clwyd. Die Labour Party, die die Hälfte aller 60 walisischen Parlamentssitze gewann, kann erneut den First Minister in Wales stellen.

### Gesamtergebnis
|        | Labour Party                           | 443.047   | 39,9    | ▲5,2  | 27 | ▬   | 401.770   | 36,2    | ▲4,7  | 3  | ▲1  | 30 | ▲1  | 50,0    |
|        | Conservative Party                     | 289.802   | 26,1    | ▲5,0  | 8  | ▲2  | 278.560   | 25,1    | ▲6,3  | 8  | ▲3  | 16 | ▲5  | 26,7    |
|        | Plaid Cymru                            | 225.376   | 20,3    | ▼0,2  | 5  | ▼1  | 230.161   | 20,7    | ▼0,1  | 8  | ▲2  | 13 | ▲1  | 21,7    |
|        | Liberal Democrats                      | 54.202    | 4,9     | ▼2,8  | 0  | ▼1  | 48.217    | 4,3     | ▼2,2  | 1  | ▲1  | 1  | ▬   | 1,7     |
|        | Green Party                            | 17.817    | 1,6     | ▼0,9  | 0  | ▬   | 48.714    | 4,4     | ▲1,4  | 0  | ▬   | 0  | ▬   | 0,0     |
|        | Abolish the Welsh Assembly Party       | 18.149    | 1,6     | ▲1,6  | 0  | ▬   | 41.399    | 3,7     | ▼0,7  | 0  | ▬   | 0  | ▬   | 0,0     |
|        | UK Independence Party                  | 8.586     | 0,8     | ▼11,7 | 0  | ▬   | 17.341    | 1,6     | ▼11,4 | 0  | ▼7  | 0  | ▼7  | 0,0     |
|        | Reform UK                              | 17.405    | 1,6     | Neu   | 0  | Neu | 11.730    | 1,1     | Neu   | 0  | Neu | 0  | Neu | 0,0     |
|        | Propel                                 | 8.864     | 0,8     | Neu   | 0  | Neu | 9.825     | 0,9     | Neu   | 0  | Neu | 0  | Neu | 0,0     |
|        | Gwlad                                  | 2.829     | 0,3     | Neu   | 0  | Neu | 6.776     | 0,6     | Neu   | 0  | Neu | 0  | Neu | 0,0     |
|        | Freedom Alliance                       | 3.148     | 0,3     | Neu   | 0  | Neu | 3,638     | 0,6     | Neu   | 0  | Neu | 0  | Neu | 0,0     |
|        | Communist Party                        | –         | –       | –     | –  | –   | 2.837     | 0,3     | ▲0,1  | 0  | ▬   | 0  | ▬   | 0,0     |
|        | No More Lockdowns                      | 223       | 0,0     | Neu   | 0  | Neu | 2.794     | 0,3     | Neu   | 0  | Neu | 0  | Neu | 0,0     |
|        | Trade Unionist and Socialist Coalition | –         | –       | –     | –  | –   | 1.647     | 0,2     | ▬     | 0  | ▬   | 0  | ▬   | 0,0     |
|        | Welsh Christian Party                  | –         | –       | –     | –  | –   | 1.366     | 0,1     | ▬     | 0  | ▬   | 0  | ▬   | 0,0     |
|        | Workers Party of Britain               | –         | –       | –     | –  | –   | 411       | 0,0     | Neu   | 0  | Neu | 0  | Neu | 0,0     |
|        | Llais Gwynedd                          | 1.136     | 0,1     | Neu   | 0  | Neu | –         | –       | –     | –  | –   | 0  | Neu | 0,0     |
|        | Socialist Party of Great Britain       | 82        | 0,0     | ▬     | 0  | ▬   | –         | –       | –     | –  | –   | 0  | ▬   | 0,0     |
|        | Unabhängige                            | 21.064    | 1,7     | ▲1,7  | 0  | ▬   | 3.709     | 0,3     | ▲0,3  | 0  | ▬   | 0  | ▬   | 0,0     |
| Gesamt | Gesamt                                 | 1.111.730 | 100,0 % |       | 40 |     | 1.110.895 | 100,0 % |       | 20 |     | 60 |     | 100,0 % |

| Anzahl der Wahlberechtigten | Wahlbeteiligung | Wahlbeteiligung |
| Anzahl der Wahlberechtigten | In %            | +/−             |
| --------------------------- | --------------- | --------------- |
| 2.386.957                   | 47              | ▲1,2            |

### Zusammenfassung des Wahlergebnisses

Mehrheiten in den 40 Wahlkreisen (die Farbgebung entspricht der der Tabelle)

20 Abgeordnete wurden über regionale Parteilisten in 5 Wahlregionen bestimmt

| Wahlkreis-Direktmandate | Wahlkreis-Direktmandate | Wahlkreis-Direktmandate | Wahlkreis-Direktmandate | Wahlkreis-Direktmandate |
| ----------------------- | ----------------------- | ----------------------- | ----------------------- | ----------------------- |
|                         |                         |                         |                         |                         |
| Labour/Llafur           | Labour/Llafur           |                         | 39,9 %                  | 39,9 %                  |
| Conservative/Ceidwadwyr | Conservative/Ceidwadwyr |                         | 26,1 %                  | 26,1 %                  |
| Plaid Cymru             | Plaid Cymru             |                         | 20,3 %                  | 20,3 %                  |
| Lib Dem/Dem. Rhydd.     | Lib Dem/Dem. Rhydd.     |                         | 4,9 %                   | 4,9 %                   |
| Greens/Plaid Werdd      | Greens/Plaid Werdd      |                         | 1,6 %                   | 1,6 %                   |
| Sonst.                  | Sonst.                  |                         | 7,2 %                   | 7,2 %                   |
|                         |                         |                         |                         |                         |

| Region (Listenmandate)  | Region (Listenmandate)  | Region (Listenmandate) | Region (Listenmandate) | Region (Listenmandate) |
| ----------------------- | ----------------------- | ---------------------- | ---------------------- | ---------------------- |
|                         |                         |                        |                        |                        |
| Labour/Llafur           | Labour/Llafur           |                        | 36,2 %                 | 36,2 %                 |
| Conservative/Ceidwadwyr | Conservative/Ceidwadwyr |                        | 25,1 %                 | 25,1 %                 |
| Plaid Cymru             | Plaid Cymru             |                        | 20,7 %                 | 20,7 %                 |
| Lib Dem/Dem. Rhydd.     | Lib Dem/Dem. Rhydd.     |                        | 4,3 %                  | 4,3 %                  |
| Greens/Plaid Werdd      | Greens/Plaid Werdd      |                        | 4,4 %                  | 4,4 %                  |
| Sonst.                  | Sonst.                  |                        | 9,3 %                  | 9,3 %                  |
|                         |                         |                        |                        |                        |

| Parlamentssitze         | Parlamentssitze         | Parlamentssitze | Parlamentssitze | Parlamentssitze |
| ----------------------- | ----------------------- | --------------- | --------------- | --------------- |
|                         |                         |                 |                 |                 |
| Labour/Llafur           | Labour/Llafur           |                 | 50,0 %          | 50,0 %          |
| Conservative/Ceidwadwyr | Conservative/Ceidwadwyr |                 | 26,7 %          | 26,7 %          |
| Plaid Cymru             | Plaid Cymru             |                 | 21,7 %          | 21,7 %          |
| Lib Dem/Dem. Rhydd.     | Lib Dem/Dem. Rhydd.     |                 | 1,7 %           | 1,7 %           |
| Greens/Plaid Werdd      | Greens/Plaid Werdd      |                 | 0,0 %           | 0,0 %           |
| Sonst.                  | Sonst.                  |                 | 0,0 %           | 0,0 %           |
|                         |                         |                 |                 |                 |